# Rezerwat przyrody Las Mariański

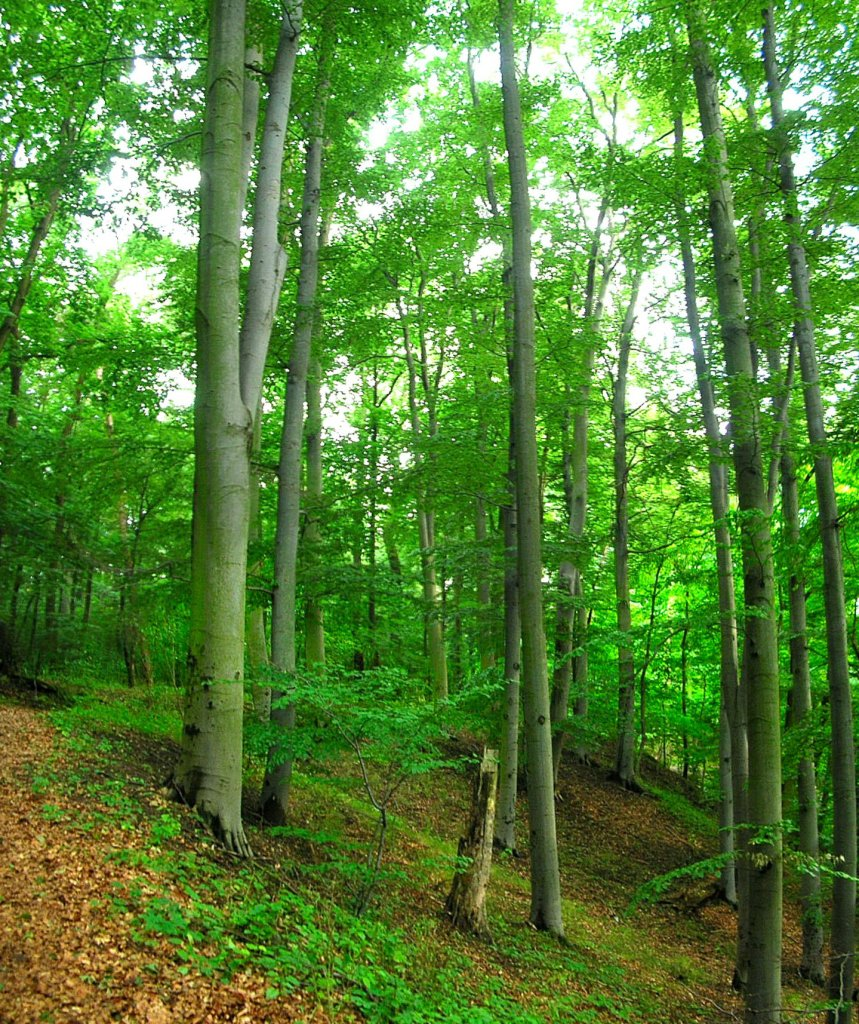
Grąd zboczowy

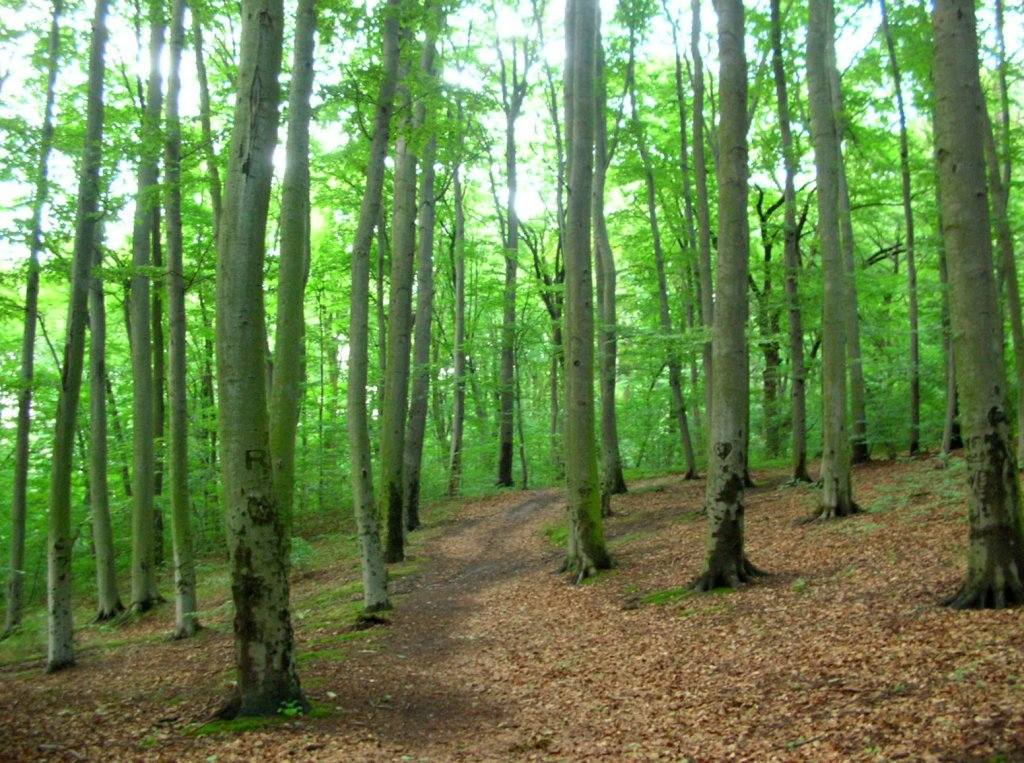
Ścieżka, którą prowadzi pieszy szlak turystyczny

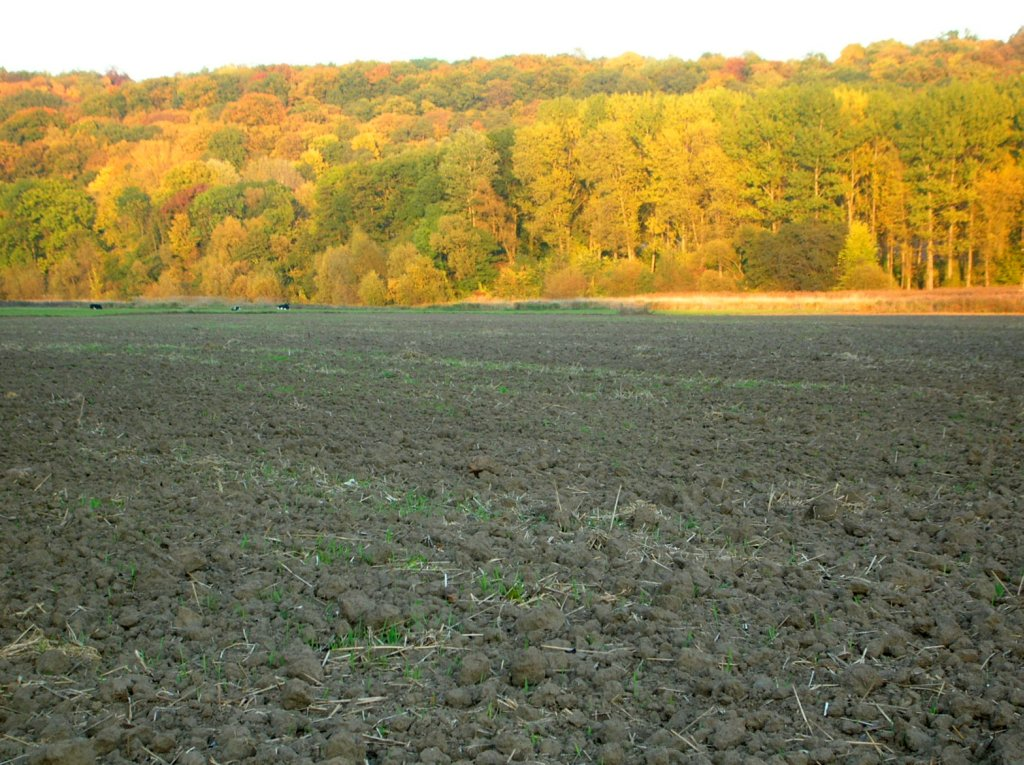
W październiku

Rezerwat przyrody Las Mariański – rezerwat leśny o powierzchni 31,45 ha, położony w województwie kujawsko-pomorskim, powiecie bydgoskim i gminie Dąbrowa Chełmińska.
Jest to jeden z najwcześniej założonych i najbliższych rezerwatów przyrody w otoczeniu Bydgoszczy.
Obszar rezerwatu podlega ochronie czynnej.

## Lokalizacja
Pod względem fizycznogeograficznym rezerwat znajduje się w mezoregionie Pojezierze Chełmińskie (315.11), mikroregionie Zbocze Mariańskie (315.111).
Znajduje się w Nadleśnictwie Toruń, na północnym obrzeżu wsi Ostromecko.
Rezerwat jest położony na pociętym jarami, wschodnim zboczu Doliny Dolnej Wisły i znajduje się w obrębie Nadwiślańskiego Parku Krajobrazowego stanowiącego część Zespołu Parków Krajobrazowych nad Dolną Wisłą.

## Historia
Początki ochrony krajobrazowej terenu dzisiejszego rezerwatu sięgają XIX wieku. Porośnięte lasem zbocze Doliny Wisły nazywano parkiem Marii (niem. Marienpark), od imienia Marty Matyldy Marii Alvensleben-Schönborn (1854–1915) – spadkobierczyni majątku Ostromecko i żony Albrechta von Alvensleben (1840–1928). Wykonano na jego terenie drogę z mostkami, wzdłuż której ustawiono ławki z drewna brzozowego.
U podnóża malowniczego odcinka zbocza znajdowało się ujście żyły wodnej, gdzie na przełomie XVIII i XIX wieku zbudowano młyn wodny. W II połowie XIX wieku właściciele majątku Ostromecko postanowili eksploatować wodę z miejscowego źródła. Od 1894 r. czerpano i sprzedawano stąd wodę pod nazwą „Źródło Marii” (niem. Marien Quelle). Woda ta została uhonorowana dyplomami i medalami na międzynarodowych wystawach w Królewcu (1895), Szczecinie (1897) i Paryżu (1927).
W okresie międzywojennym tereny te nadal pełniły funkcje parku. W tych czasach wprowadzono obce gatunki drzew, między innymi dąb czerwony, kasztanowiec oraz sosnę czarną.
Po wojnie podjęto próbę zatwierdzenia ochrony prawnej tego obszaru. Ostateczne zatwierdzenie rezerwatu nastąpiło 23 lipca 1958 r. Zarządzeniem nr 244 Ministra Leśnictwa i Przemysłu Drzewnego. Rezerwat zajmował wówczas powierzchnię 28,48 ha.

## Charakterystyka
Rezerwat został utworzony dla ochrony zróżnicowanych zespołów leśnych porastających strome jary i parowy doliny Wisły: od łęgu jesionowo-olszowego poprzez grąd subkontynentalny, żyzną buczynę niżową, aż po kontynentalny bór mieszany.
Teren ten posiada również wysokie walory krajobrazowe, z uwagi na duże deniwelacje terenu, źródliska i wysięki wód podziemnych.
Gatunkami dominującymi w drzewostanie są: grab zwyczajny, sosna zwyczajna, buk zwyczajny oraz jesion wyniosły.
Najbardziej zróżnicowane, wielogatunkowe i różnowiekowe struktury w drzewostanie porastają strome zbocza i jary, gdzie spełniają funkcje glebochronne. Szczególnie piękne są drzewostany liściaste z udziałem buka i wiązu. Na wzniesieniach występują natomiast drzewostany z dużym udziałem sosny zwyczajnej.
Na terenie rezerwatu gatunkami występującymi pojedynczo lub sporadycznie są: klon zwyczajny, jawor, topola osika, topola biała, olsza szara, brzoza zwisła, dąb szypułkowy, lipa drobnolistna.
Wiek spotykanych tu drzew jest bardzo zróżnicowany: 40–60 lat dla najniższego piętra, poprzez 60–140 lat dla stanu podstawowego, aż po 200 lat dla najstarszych egzemplarzy sosen, dębów i lip.
Warstwę krzewów tworzą: bez czarny, dereń, trzmielina, leszczyna, jarzębina, porzeczka, głogi, śliwa tarnina, róża i samosiewy gatunków drzewiastych. Warstwa runa stosunkowo bogata w partiach lasu liściastego reprezentowana jest przez zawilec gajowy, przylaszczkę pospolitą, ziarnopłon wiosenny, konwalię majową, fiołki, miodunkę plamistą, trawy itp. Z rzadkich gatunków flory występują: zdrojówka rutewkowata, kokorycz pusta, łuskiewnik różowy i marzanka wonna.
Na przestrzeni lat, wskutek chorób i zmian siedliskowych, zmalał udział wiązu polnego w drzewostanie. Obecnie w rezerwacie spotyka się zbiorowiska leśne głównie o charakterze grądu, buczyny oraz olsu.
Na skraju rezerwatu znajdują się źródła wody mineralnej zwanej Ostromecką, która wydobywana jest na skalę przemysłową.

## Szlaki turystyczne
Przez rezerwat przebiega  pieszy szlak turystyczny „Rezerwatów Chełmińskich” Bydgoszcz Fordon – Chełmno 48 km. Podążając nim pieszo lub rowerem można zwiedzić rezerwaty rozlokowane na prawym zboczu Doliny Wisły:
1. Wielka Kępa (leśny),
2. Las Mariański,
3. Reptowo (faunistyczny),
4. Linje (torfowiskowy),
5. Płutowo (leśny),
6. Zbocza Płutowskie (stepowy),
7. Góra św. Wawrzyńca (stepowy),
8. Ostrów Panieński (leśny),
9. Łęgi na Ostrowiu Panieńskim (leśny)